# Dodgers de Brooklyn (NFL)
Pour les articles homonymes, voir Dodgers de Brooklyn.
Les Dodgers de Brooklyn (en anglais : Brooklyn Dodgers) sont une franchise de football américain qui était basée à Brooklyn dans l'État de New York et qui a joué dans la National Football League (NFL) entre 1930 et 1944.

## Historique
Cette franchise est fondée en 1930. Les Triangles de Dayton servent de base à cette création. Les Dodgers évoluent sous ce nom jusqu'en 1943 puis optent pour le nom des Tigers de Brooklyn en 1944. Engluée dans des problèmes financiers, la franchise fusionne avec les Yanks de Boston en 1945.

### Joueurs célèbres de la franchise
Plusieurs de ses joueurs sont devenus membres du Pro Football Hall of Fame, temple de la renommée du football américain :
- Morris « Red » Badgro[3]
- Benny Friedman[4]
- Frank Kinard[5]
- Clarence « Ace » Parker[6]

### Résultats saison par saison
| Année               | Vic. | Déf. | Nuls | Classement |
| ------------------- | ---- | ---- | ---- | ---------- |
| Dodgers de Brooklyn |      |      |      |            |
| 1930                | 7    | 4    | 1    | 4e place   |
| 1931                | 2    | 12   | 0    | 9e place   |
| 1932                | 3    | 9    | 0    | 6e place   |
| 1933                | 5    | 4    | 1    | 2e Est     |
| 1934                | 4    | 7    | 0    | 3e Est     |
| 1935                | 5    | 6    | 1    | 2e Est     |
| 1936                | 3    | 8    | 1    | 4e Est     |
| 1937                | 3    | 7    | 1    | 4e Est     |
| 1938                | 4    | 4    | 3    | 3e Est     |
| 1939                | 4    | 6    | 1    | 3e Est     |
| 1940                | 8    | 3    | 3    | 2e Est     |
| 1941                | 7    | 4    | 3    | 2e Est     |
| 1942                | 3    | 8    | 3    | 4e Est     |
| 1943                | 2    | 8    | 3    | 4e Est     |
| Tigers de Brooklyn  |      |      |      |            |
| 1944                | 0    | 10   | 0    | 5e Est     |